# Max Littmann

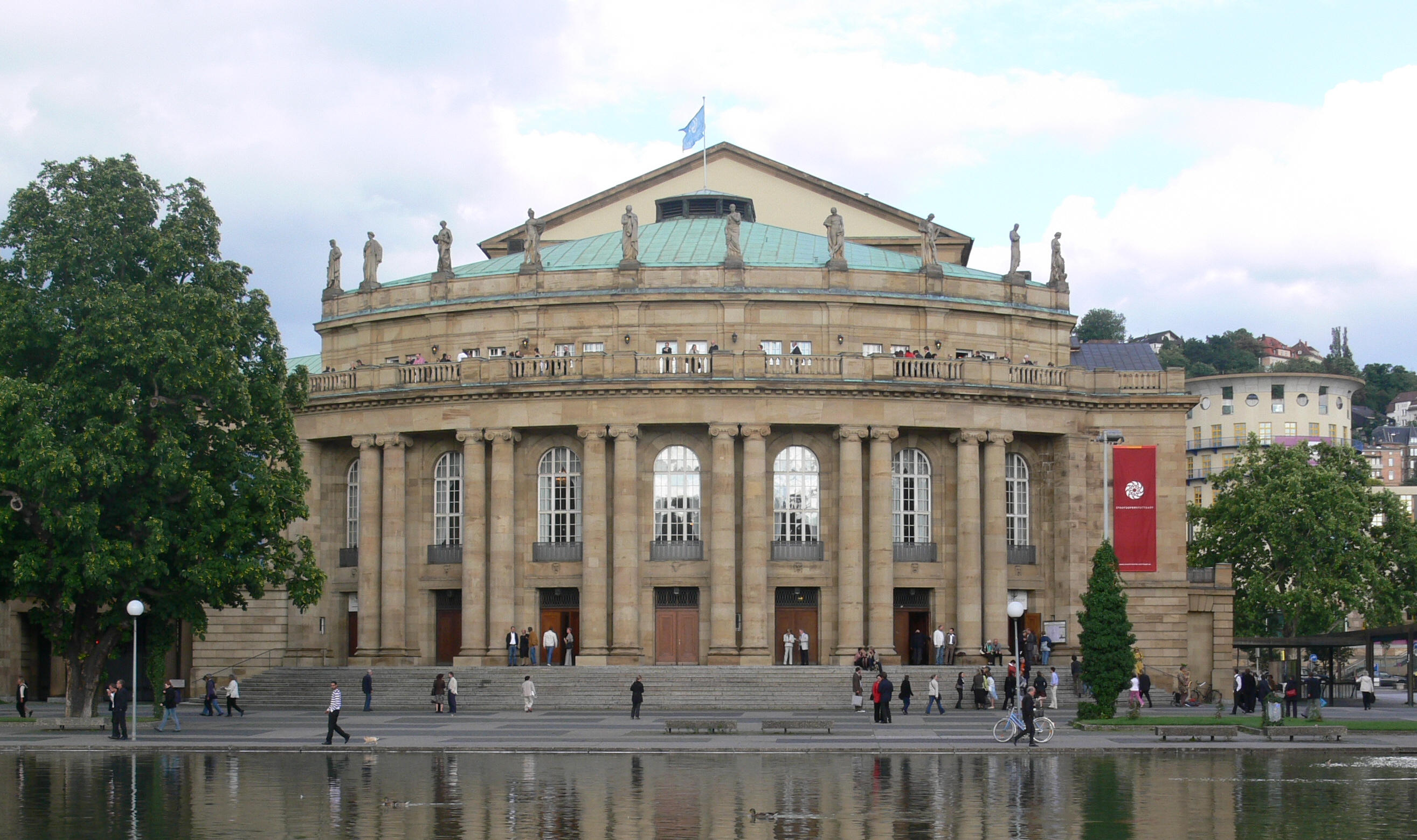
Opera de Stuttgart

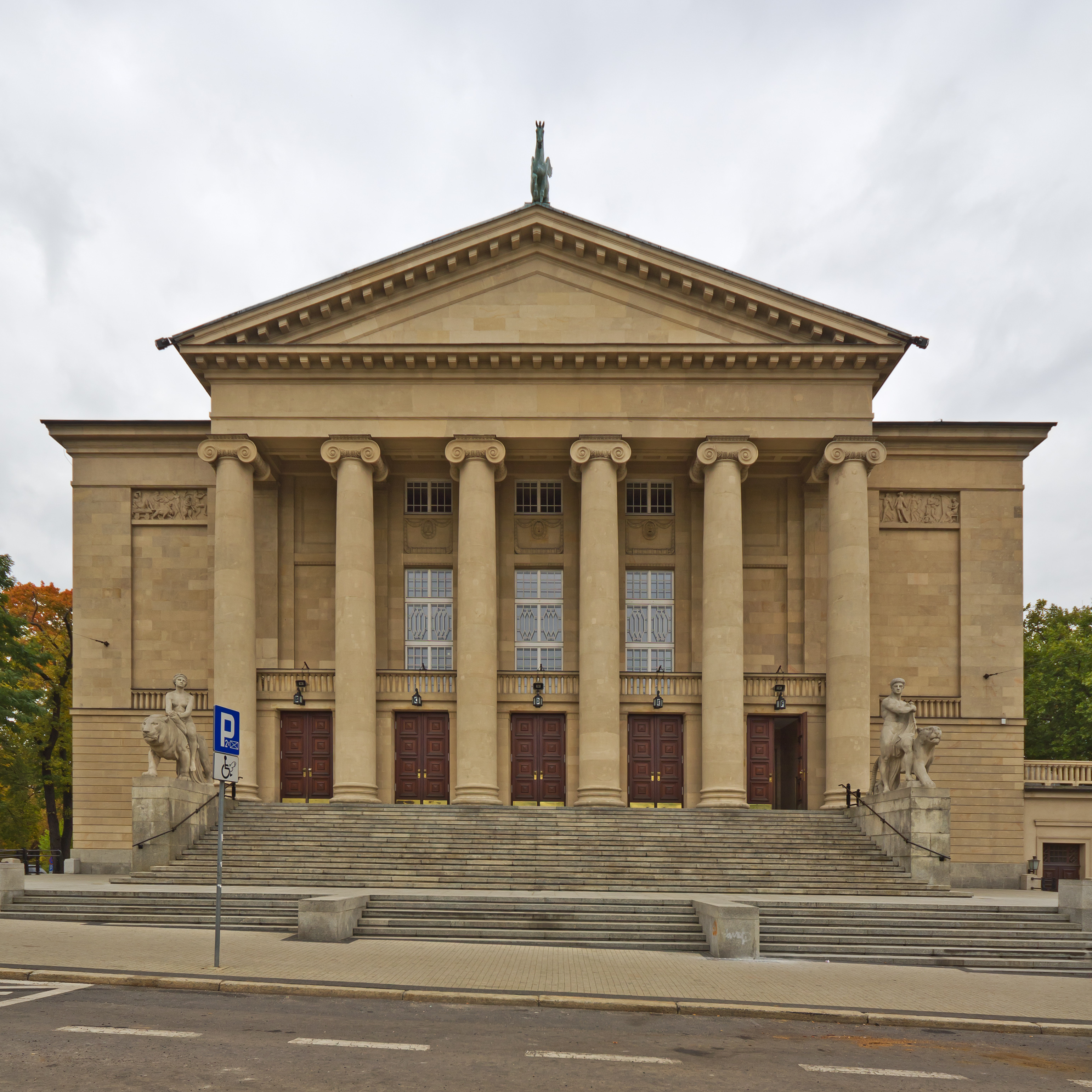
Opera de Poznan

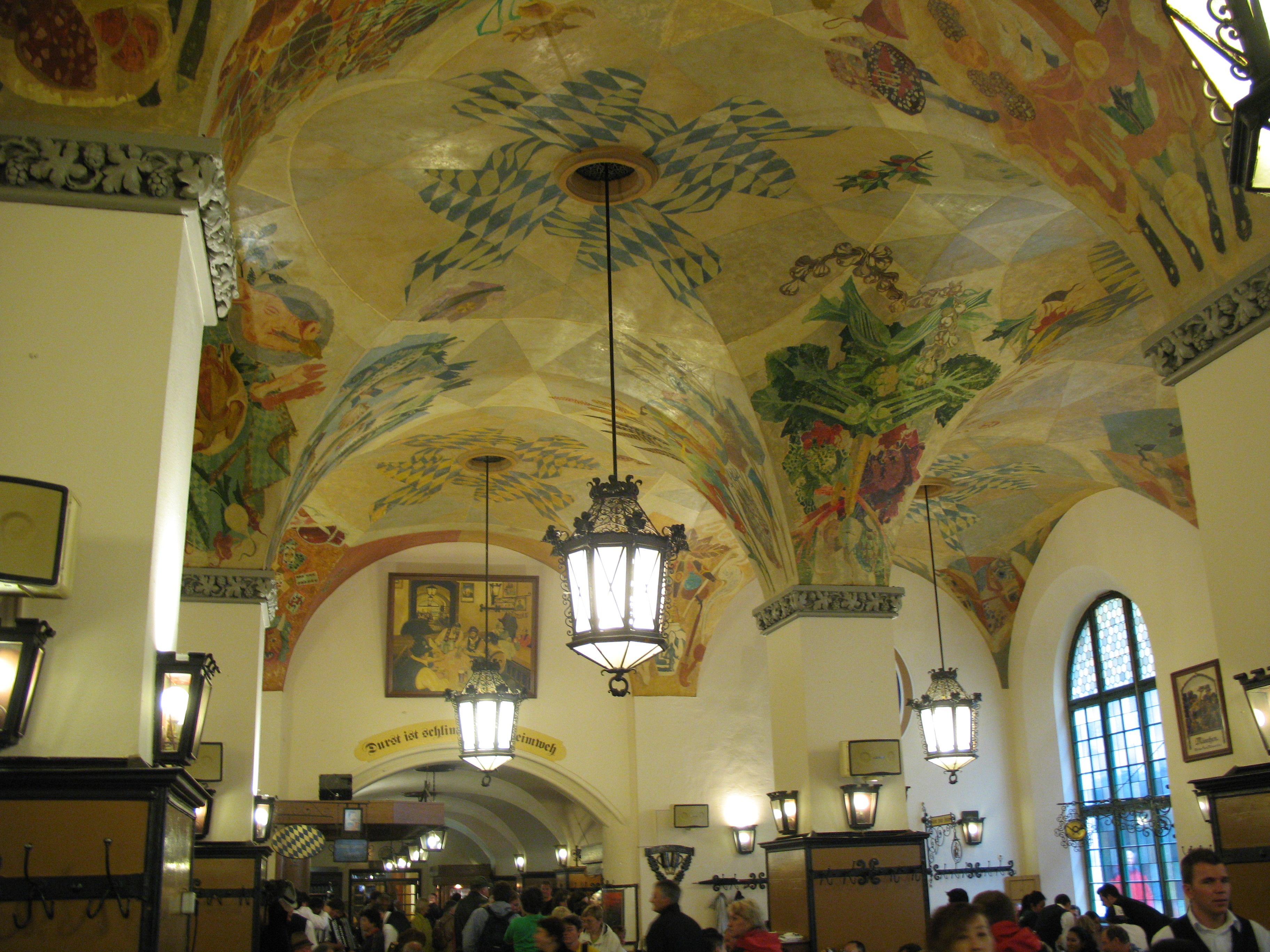
Interior del Hofbräuhaus de Múnich

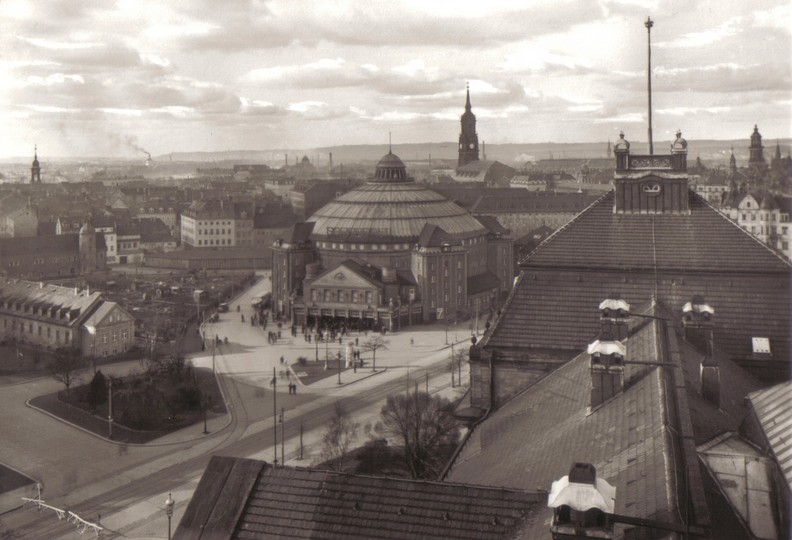
Circo Sarrasani Dresde

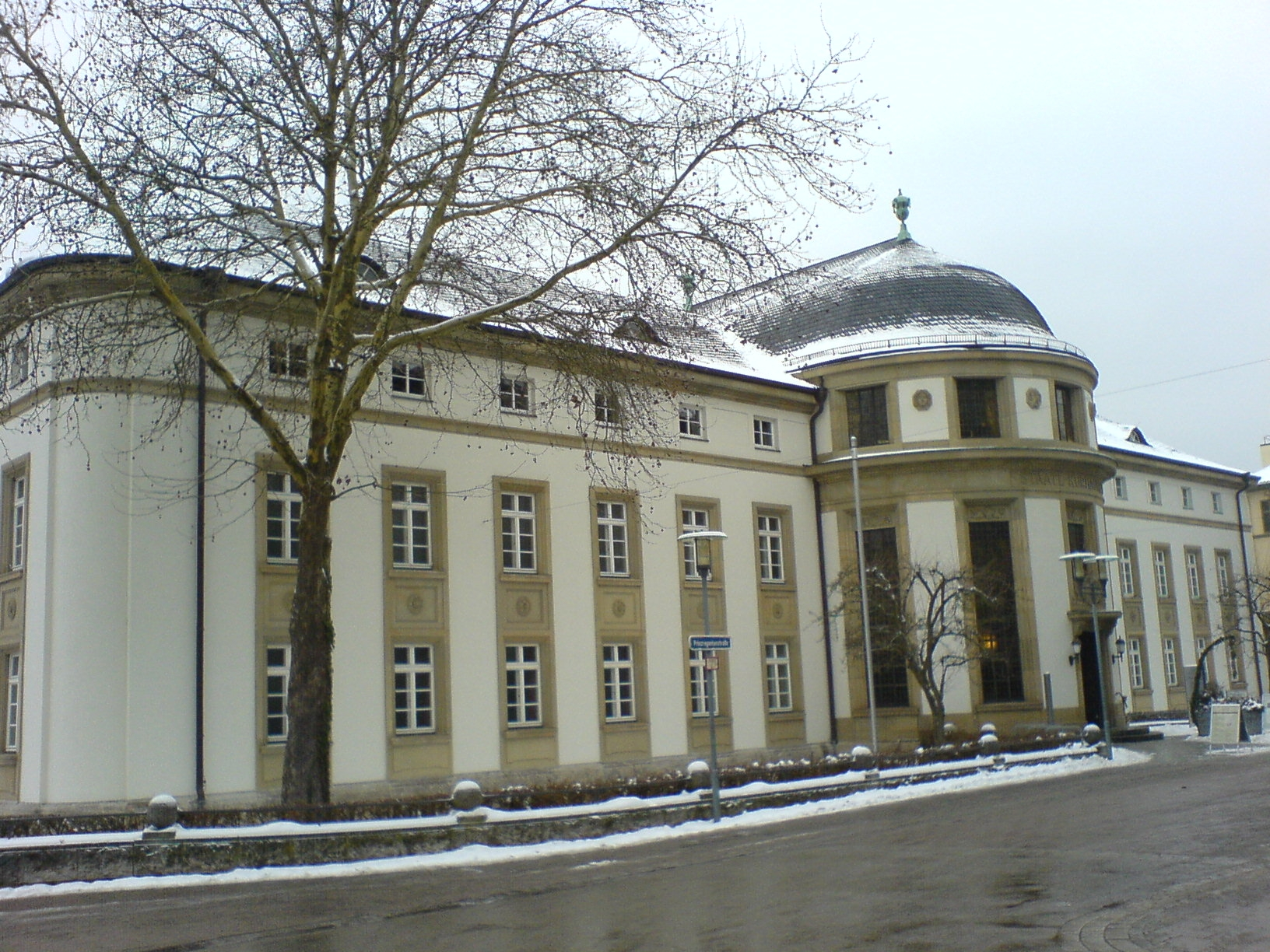
El Spa de Bad Kissingen

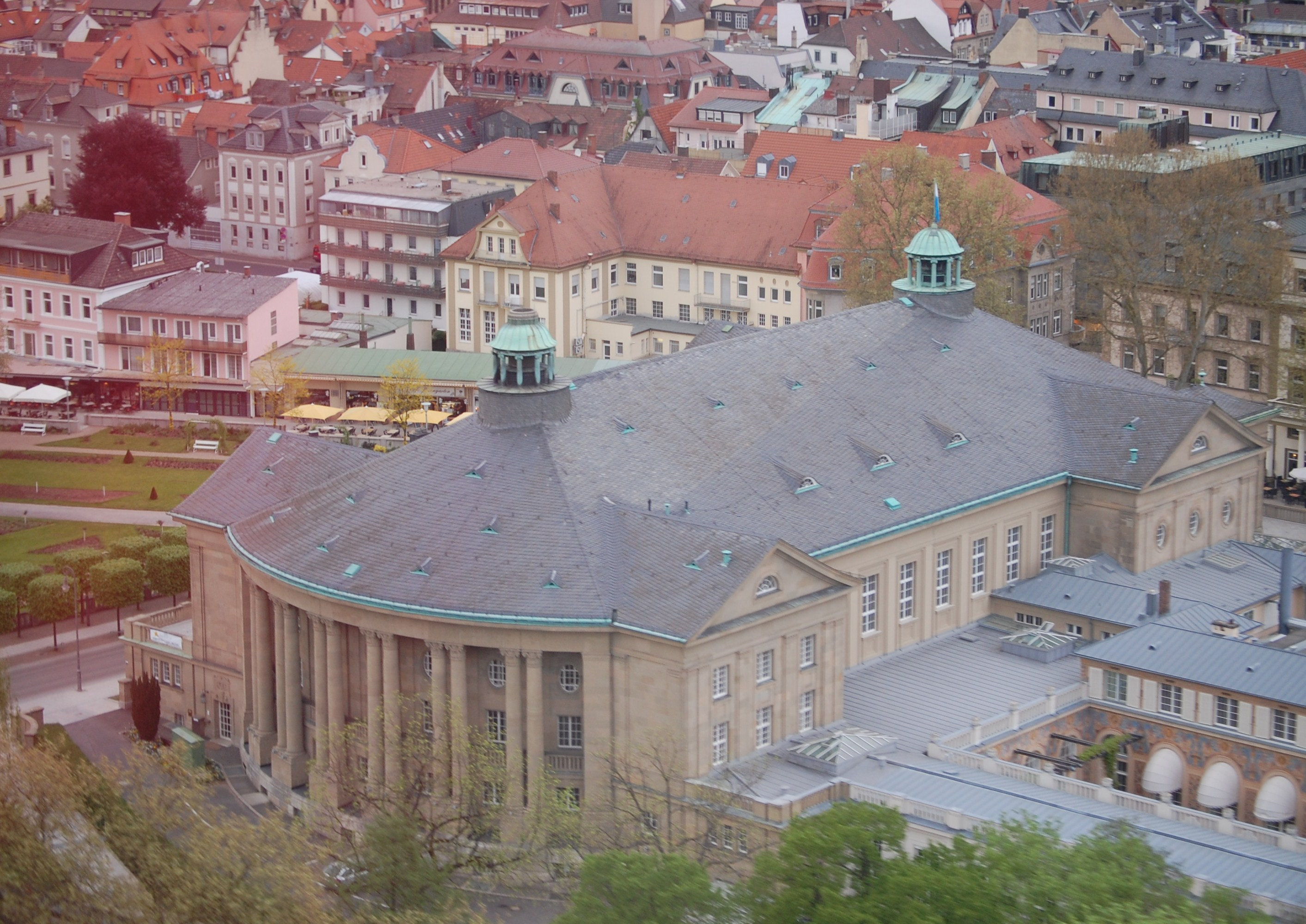
Regentenbau en Bad Kissingen

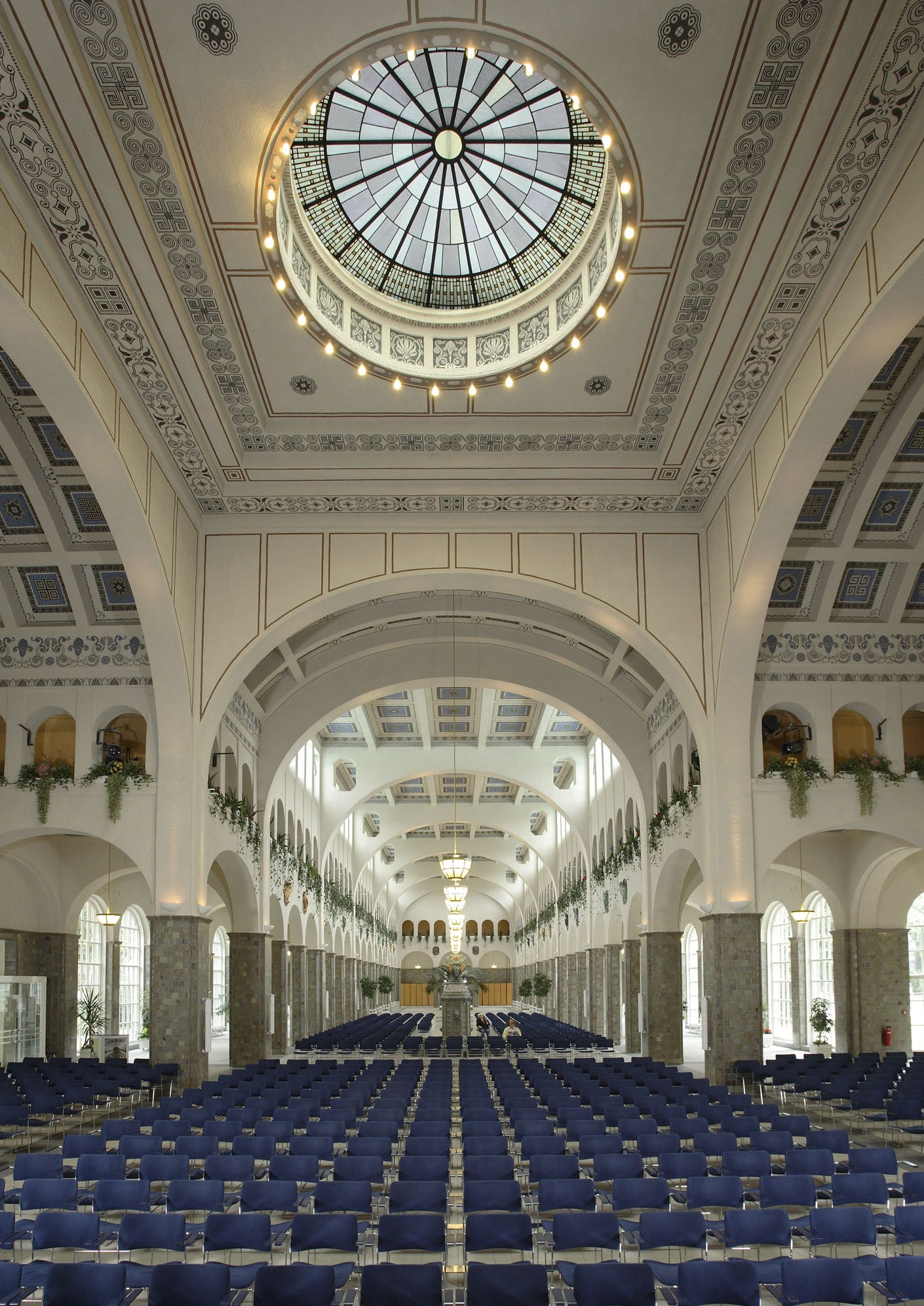
Interior de la Wandelhalle en Bad Kissingen

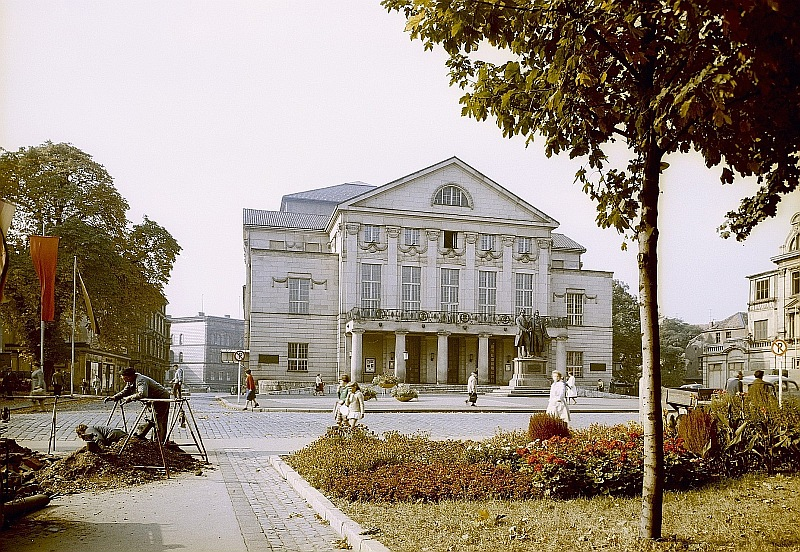
El Teatro Alemán en Weimar

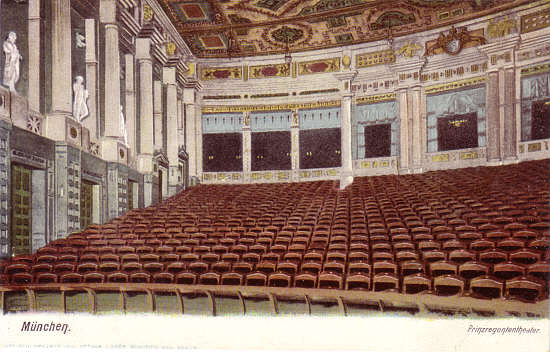
Interior del Prinzregententheater en Munich

Max Littmann (* 3 de enero de 1862, Chemnitz -  † 20 de septiembre de 1931, Múnich) fue un arquitecto alemán destacado en el diseño y construcción de arquitectura teatral neoclásica.
Su obra más conocida es la Munich Hofbräuhaus, pero su logro más importante fue la reforma de la etapa de construcción y sus edificios palaciegos y teatros.
Littmann recibió su educación en la Academia Industrial de Chemnitz y de la Universidad Técnica de Dresde. En 1885 se trasladó a Munich, donde se unió a Friedrich Thiersch y Gabriel von Seidl después de viajes a Italia y se estableció en París en 1888 como arquitecto independiente.
Desde 1891 hasta 1908 fue socio en el negocio de la construcción con Jacob Heilmann (1846-1927) (más tarde GmbH) con el punto focal en diseño. Conoció la notoriedad gracias a edificios de gran prestigio tales como teatros, centros comerciales y spas.
Por haber vivido en Múnich, donde se centra la mayor cantidad de obras, se lo considera muniqués.

## Obras principales
- 1896-1897: Königliches Hofbräuhaus am Platzl, Munich
- 1898-1899: Wohn- und Geschäftshaus,  „Orlando-Haus“ ( „Café Orlando di Lasso“), Munich
- 1898-1900: Königliches Kurhaus, Bad Reichenhall
- 1899-1900: Kurhotel Bad Brückenau, Heinrich-von-Bibra-Straße 13
- 1899-1900: Christuskirche Munich-Neuhausen, Dom-Pedro-Platz
- 1900-1901: Prinzregenten-Theater, Munich
- 1900-1901: Münchner Kammerspiele
- 1902-1903: Villa „Lindenhof“, Munich-Bogenhausen, Höchlstraße 4
- 1903-1904: Hotel „Vier Jahreszeiten“ Munich, Maximilianstraße 17/19
- 1904-1905: Kurheater, Bad Kissingen
- 1905-1906: Teatro Schiller, Berlín (destruido)
- 1906-1907: Großherzogliches Hoftheater Deutsches Nationaltheater, Weimar (reconstruido)
- 1907-1908: „Künstlertheater“ der Kunstgewerbe-Ausstellung Munich 1908 (destruido)
- 1907-1909: Palais der Preußischen Gesandtschaft y Schack-Galerie Munich, Prinzregenten Strasse 7-9
- 1908-1909: Stadttheater en Hildesheim, Theaterstraße 6
- 1909-1910: Stadttheater en Posen (Poznan)
- 1909-1912: Königlich Württembergische Hoftheater en Stuttgart, destruido en 1944 y reconstruida
- 1911-1912: Circo Sarrasani, Dresde
- 1910-1913 Regentenbau (sala de conciertos) y Wandelhalle (edificio de spa) en Bad Kissingen
- 1926-1927 Kurhausbad (Spa) en Bad Kissingen